# Faut s'les faire... ces légionnaires !
Pour plus de détails, voir Fiche technique et Distribution.
Faut s'les faire... ces légionnaires ! est un  film français réalisé par Alain Nauroy, sorti en 1981.

## Synopsis
Un homme témoin d'un meurtre, Jacques, se sauve et se retrouve à la Légion Étrangère en Afrique avec trois autres qui ont aussi abouti là plus ou moins par accident.  Ces quatre bidasses vivent toutes sortes d'aventures plus ou moins cocasses jusqu'à ce qu'on essaie d'éliminer le témoin Jacques.

## Fiche technique
- Titre français : Faut s'les faire... ces légionnaires !
- Réalisation : Alain Nauroy
- Photographie : Claude Becognée
- Musique : Jean-Pierre Doering
- Production : Catherine Bouguereau
- Pays d'origine :  France
- Format : couleurs - 35 mm - procédé cinématographique : sphérique
- Genre : comédie
- Durée : 86 minutes
- Date de sortie : 
  - France : 8 avril 1981

## Distribution
- Jacques Bouanich : Jacques
- Daniel Derval : Daniel
- André Valardy : Gérard
- Eddy Jabès : Eddy
- Henri Garcin : Colonel Berger
- Dany Carrel : Katia, la femme de l'adjudant
- Jean-Claude Martin : l'adjudant
- Pierrette Dupoyet : la future mariée de Daniel
- Jean-Pierre Beccacci : le bandit
- Robert Thomas : le colonel malentendant